# Saint George's Memorial Church
Saint George's Memorial Church is een Anglicaanse kerk in de Belgische stad Ieper, gebouwd om de 500.000 Britse soldaten te herdenken, die tijdens Eerste Wereldoorlog gestorven waren bij de drie gevechten aan de Ieperboog. Het is een ontwerp van de Londense architect Reginald Blomfield, de ontwerper van de Menenpoort. Het kerkje is gratis te bezoeken. In 1952 waren er slechts een 600-tal bezoekers, maar in 2000 liep het cijfer op tot 70.000.
Het gebouw heeft een zadeldak en achteraan een uitbouw voor een vijfhoekige doopkapel. Op de top van de voorgevel staat het Cross of Sacrifice, evenwel zonder zwaard. Bijna alle voorwerpen in de kerk werden geschonken ter nagedachtenis van hen die in de Ieperboog vochten. Vroeger was er nog de Eton Memorial School voor de kinderen van tuiniers en medewerkers van de Commonwealth War Graves Commission, nu wordt dit gebouw gebruikt als parochiezaal.

## Geschiedenis
Field Marshal John French was een voormalig opperbevelhebber van de Britse troepen in Ieper. Hij liet in Ieper, tijdens de wederopbouw in de jaren 20, plannen maken voor het bouwen van een Britse (Anglicaanse) herinneringskerk. Blomfield wilde de kerk bouwen op de Rijselpoort, waaronder het verkeer kon doorrijden. De locatie was niet toevallig. De Rijselpoort was de hoofdingang tijdens de Eerste Wereldoorlog voor het aanvoer van gewonden en doden. Ook bevond er een "Signals Office" in de Rijselpoort en naast de Rijselpoort bevindt zich een Britse begraafplaats, de Ramparts Cemetery (Lille Gate). Maar er waren bezwaren voor de bouw van een kerk op de Rijselpoort, waardoor deze in de stad moest gebouwd worden. De stad schonk een perceel grond op de hoek van de Elverdingestraat en het Vandenpeereboomplein, en de bouw ging van start op zondag 24 juli 1927 toen Field Marshal Lord Plumer in aanwezigheid van de Belgische Koning Albert I de eerste steen plaatste. De kerk werd ingewijd op 24 maart 1929 door de Bisschop van Fulham.
Tijdens de Duitse bezetting in de Tweede Wereldoorlog verstopten mensen uit de buurt de inboedel van de kerk, alles werd weer teruggeplaatst toen de stad bevrijd werd. Volgens sommige meldingen werd de kerk soms voor de eredienst gebruikt door Duitsers.
Het complex met het kerkje, de voormalige school en de domineewoning werd in 2004 als monument beschermd.